# 大分県道503号上岡停車場線
大分県道503号上岡停車場線（おおいたけんどう503ごう かみおかていしゃじょうせん）は、大分県佐伯市を通る一般県道である。

## 概要
JR九州日豊本線上岡駅にアクセスするための道路。

### 路線データ
- 起点：大分県佐伯市大字上岡（JR九州日豊本線 上岡駅前）
- 終点：大分県佐伯市大字上岡（国道217号交点）
- 陸上距離：約250 m

## 地理

### 通過する自治体
- 大分県
  - 佐伯市

### 交差する道路
| 交差する道路 | 交差する場所 | 交差する場所 |
| ------------ | ------------ | ------------ |
| 国道217号    | 大字上岡     | 終点         |

### 沿線
- JR九州日豊本線 上岡駅